# Piper pendulum
Piper pendulum är en pepparväxtart som beskrevs av Otto Warburg. Piper pendulum ingår i släktet Piper och familjen pepparväxter. Inga underarter finns listade i Catalogue of Life.